# Paul Gauguin Cruises
Paul Gauguin Cruises est une compagnie maritime basée à Bellevue et fondée en 1998. Elle se fait racheter par l'entreprise Ponant en août 2019.

## Flotte
La flotte Paul Gauguin Cruises est composée à ce jour d'un navire.
| Nom du navire   | Image | Numéro IMO | Année de construction | Année d'acquisition | Tonnage   | Statut     |
| --------------- | ----- | ---------- | --------------------- | ------------------- | --------- | ---------- |
| Le Paul Gauguin |       | 9111319    | 1997                  | 2010                | 19 200 jb | En service |

### Nouveaux navires
En janvier 2020, Vard annonce la commande de deux nouveaux navires de classe Ponant Explorers pour la compagnie d’expédition Paul Gauguin Cruises. Du même type que ceux de la compagnie Ponant, ils seront livrables en 2022. Une option a été prise pour une troisième unité. En 2021, la commande est gelée en raison de la crise sanitaire.

### Anciens navires
- Tere Moana, construit en 1998, racheté en 2012 à la Compagnie du Ponant et cédé en 2016[2] à Grand Circle Travel. Longueur : 99,6 m.

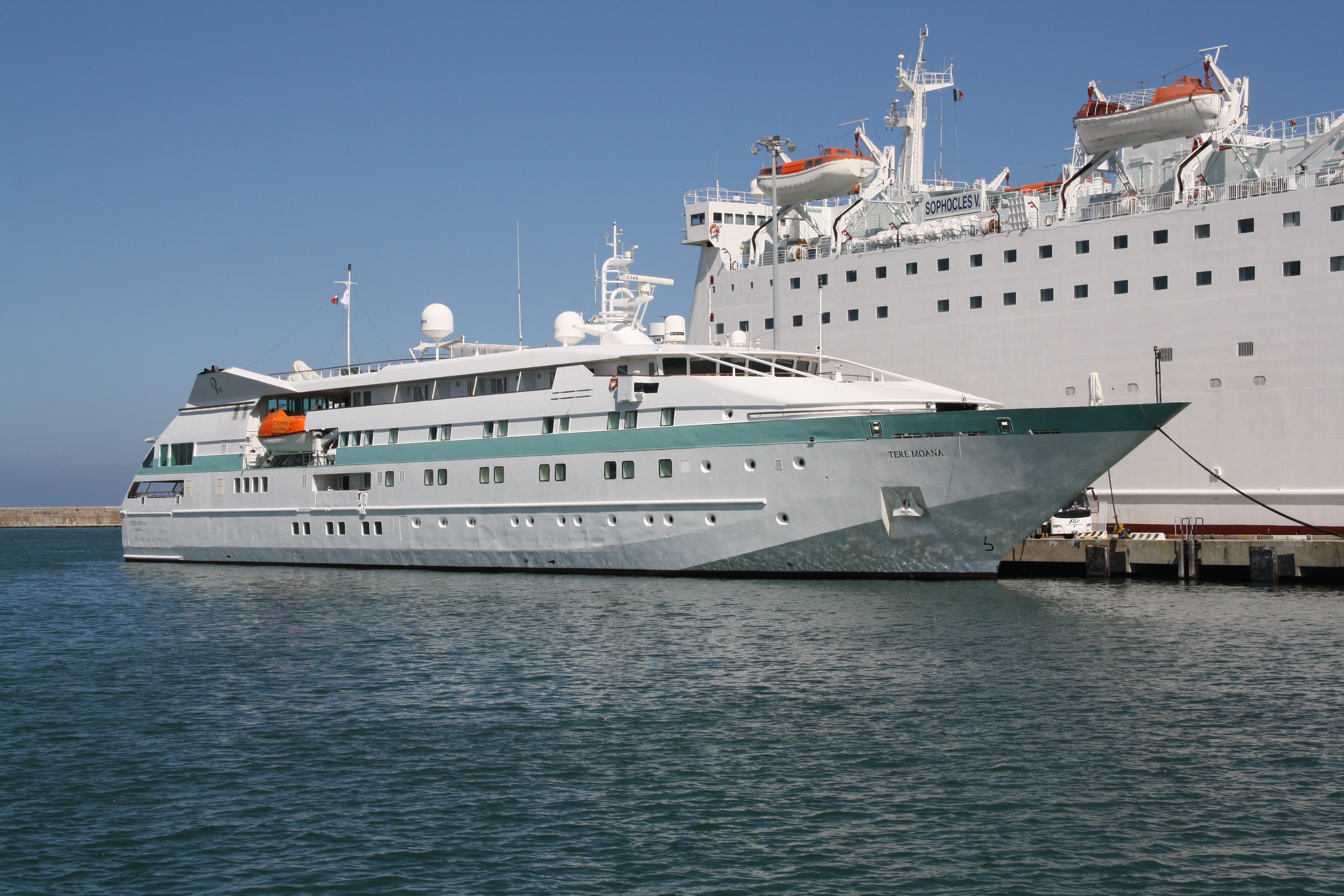
Le Tere Moana.